# Tienotriazolodiazepin
Tienotriazolodiazepin je heterociklično jedinjenje koje sadrži diazepinski prsten vezan za tiofenski i triazolni prsten. Tienotriazolodiazepin je u osnovi nekoliko farmaceutskih lekova:
- Brotizolam
- Ciklotizolam
- Deshloroetizolam
- Etizolam
- Metizolam

Tienotriazolodiazepini formiraju interakcije sa benzodiazepinskim receptorima. Oni tipično imaju slično dejstvo kao i 1,4-benzodiazepini (npr. diazepam) i triazolobenzodiazepini (npr. alprazolam).
Tienotriazolodiazepini koji nisu pozitivni alosterni modulatori GABAA receptora:
- Israpafant[2]
- JQ1